# Фридрих Георг Вилхелм фон Струве
Василий Яковлевич Струве (на руски: Василий Яковлевич Струве), роден Фридрих Георг Вилхелм фон Струве (на немски: Friedrich Georg Wilhelm von Struve), е датски (германски) по рождение и руски астроном от известния род Струве.

## Биография
Фридрих Георг Вилхелм фон Струве е роден на 15 април 1793 година в град Алтона (Altona, днес район на Хамбург), Херцогство Холщайн (тогава част от Дания-Норвегия), в семейството на математика и гимназиален директор Якоб Струве (1755 – 1941). Баща му, за да избегне френската окупация и мобилизация за военна служба, се премества със семейството, с датски паспорти, в град Дерпт в Руската империя (днес Тарту, Естония).
През 1808 г. Струве започва да следва в немскоезичния Имперски университет в Дерпт – най-напред „Филология“, но скоро я заменя с „Астрономия“. Завършва със защита на магистърската теза „За положението на дерптската обсерватория“ през 1813 г. Преподава в университета (1813 – 1820) и събира данни в обсерваторията на Дерпт, през 1820 г. става професор и директор на университета.
До 1839 г. Струве изучава двойни звезди и геодезия. Руският император Николай І възлага на Струве да построи първата в Русия голяма обсерватория в Пулково, близо до Санкт Петербург. След 9 години работа обсерваторията е готова и Струве става неин директор.
Струве получава руско поданство през 1843 г., като приема руското си име Василий Яковлевич Струве. Пенсионира се поради влошено здраве през 1862 г.
Умира на 23 ноември 1864 година на 71-годишна възраст и по негова воля е погребан в Санкт Петербург на Пулковското възвишение край обсерваторията.

## Научна дейност
Струве първи открива, че бинарните звезди обикалят около друг барицентър и бавно променят положението си през годините. Между 1824 и 1837 година извършва микрометрични измервания на 2714 двойни звезди. Той за пръв път измерва паралакса на звездата Вега.
Струве е един от първите астрономи, който идентифицира влиянието на междузвездните затъмнения. Неговите оценки на средната скорост на видимото затъмнение са много близки до съвременните. Под негово ръководство е определена система от астрономични постоянни, използвана в течение на 50 години.

## Признание и награди
- Златен медал на Британската кралска астрономическа общност (1826)
- Сътрудник на Британското кралско дружество (март 1827)
- Член на Кралската шведска академия на науките (1833)
- Почетен член на Американската академия на науките и изкуствата (1834)
- Астероидът „768 Struveana“ е наречен едновременно в негова чест и в чест на Ото Вилхелм фон Струве и Карл Херман Струве
- Лунен кратер е наречен на 3 други астрономи от рода Струве: Фридрих Георг Вилхелм, Ото Вилхелм и Ото Струве

## За него
- Новокшанова (Соколовская) З. К. „Василий Яковлевич Струве“. М.: Наука, 1964, 296 с.